# Ruby Star
Ruby Star ist eine belarussische Frachtfluggesellschaft mit Sitz in Minsk. Die Gesellschaft wurde 2002 gegründet und fliegt mit fünf Antonow An-12 und vier Iljuschin Il-76 weltweit in Krisengebieten wie Afghanistan und Irak.
Am 9. August 2024 wurden das Unternehmen und sein Direktor in die US-amerikanische Specially Designated Nationals and Blocked Persons List aufgenommen.

## Ehemalige Flugzeugtypen
- Antonow An-22
- Antonow An-124
- Boeing 747